# Комсомольская улица (Ярославль)
Комсомо́льская у́лица (бывшая часть Вологодской улицы, Большая линия, линия Социализма) — улица в историческом центре города Ярославля. Лежит между площадью Волкова и Богоявленской площадью. Движение по улице одностороннее.

## История
Улица вдоль внешней стороны стен Земляного города образовалась после его строительства в 1536 году. Первое известное название улицы — Богородицкая, по располагавшейся на ней церкви Рождества Богородицы (снесена в 1930-е годах).
При перестройке города по регулярному плану 1778 года улица вдоль рва Земляного города, от Волжской набережной до Спасо-Преображенского монастыря, была расширена и получила название Вологодская улица по городу Вологде. В конце XVIII века часть укреплений Земляного города между Угличской и Власьевской башнями была срыта и на их месте образована большая торговая площадь. В 1790-е годы по Вологодской улице вдоль площади была построена линия каменных «сплошной фасадой» постоялых дворов с лавками, по которым за этим участком улицы закрепилось название Большая линия постоялых дворов, к концу XIX века сократившееся до Большая линия.
В 1813—1818 годах на площади был возведён новый Гостиный двор и улица приобрела современные очертания.
В 1900 году по улице была проложена трамвайная линия.
В июле 1918 года в результате артиллерийского обстрела города Красной армией многие здания на Большой линии сильно пострадали. Южное крыло Гостиного двора было полностью разрушено. В том же году большевики переименовали Большую линию в линию Социализма. В октябре 1933 года по случаю празднования 15-летия основания комсомола вновь переименовали в Комсомольскую улицу.
В 1975 году трамвайную линию демонтировали.

## Здания и сооружения
- № 3 — 6-й корпус ЯрГУ имени П. Г. Демидова, в нём размещается экономический факультет. Бывший дом Салтыкова, позже здание коммунального банка. Построен в 1796 году, перестроен в 1825 и 1907 годах[2]
- № 4 — Бывший дом Поляковых. Построен в конце XVIII века[3]
- № 4а — Бывший дом Моховых. Построен в конце XVIII века[4]
- № 5 — Торговое здание, построенное на месте западного части северного крыла Гостиного двора в 1911 году[5]
- № 7 — Отделение Центрального банка РФ по Ярославской области. Сооружено в 1929—1936 годах на месте разрушенного во время обстрела города Красной армией южного крыла Гостиного двора[6]
- № 8 — Бывший дом Белоусова. Построен в конце XIX века[7]
- № 10 — Бывший дом жилой Барановых
- № 12 — Учебно-методический и информационный центр работников культуры и искусства Ярославской области.[8] Бывшая усадьба Соболевых[9]
- № 14 — Хлебозавод № 1. Бывший доходный дом Кузнецовых. Построен в 1852 году[10]
- № 16 — Бывший дом Пастухова. Построен в середине XIX века[11]
- № 20а — Бывший дом Горшкова. Построен в 1899 году[12]
- № 22 — Главпочтамт города Ярославль. Бывший доходный дом Пастуховых, с конца XIX века до 1918 года — здание гимназии О. Н. Корсунской. Построен в 1854 году[13]

- Экономический факультет ЯрГУ (№ 3)
- Бывший дом Поляковых (№ 4)
- Бывший дом Моховых (№ 4а)
- Новый корпус торговых рядов (№5)
- Отделение Центрального банка (№ 7)
- Бывший дом Белоусова (№ 8)
- Бывший дом Барановых (№ 10)
- Бывшая усадьба Соболевых (№ 12)
- Бывший дом Кузнецовых (№ 14)
- Бывший дом Пастухова (№ 16)
- Бывший дом Горшкова (№ 22а)
- Главпочтамт (№ 22)